# Malik Jabir
Malik Jabir   (Tamale, 8 de desembre de 1944) és un exfutbolista ghanès de la dècada de 1960.
Fou internacional amb la selecció de futbol de Ghana.
Pel que fa a clubs, destacà a Asante Kotoko.
Trajectòria com a entrenador:
- 2003  Ghana
- 2005–2006 Asante Kotoko
- 2007 ASFA Yennenga
- 2008–2009 Kano Pillars (assessor tècnic)